# کورویبا، کوئینزلند
کورویبا (به انگلیسی: Cooroibah) یک منطقهٔ مسکونی در استرالیا است که در کوئینزلند واقع شده‌است.